# Монкальво
Монкальво (італ. Moncalvo, п'єм. Moncalv) — муніципалітет в Італії, у регіоні П'ємонт, провінція Асті.

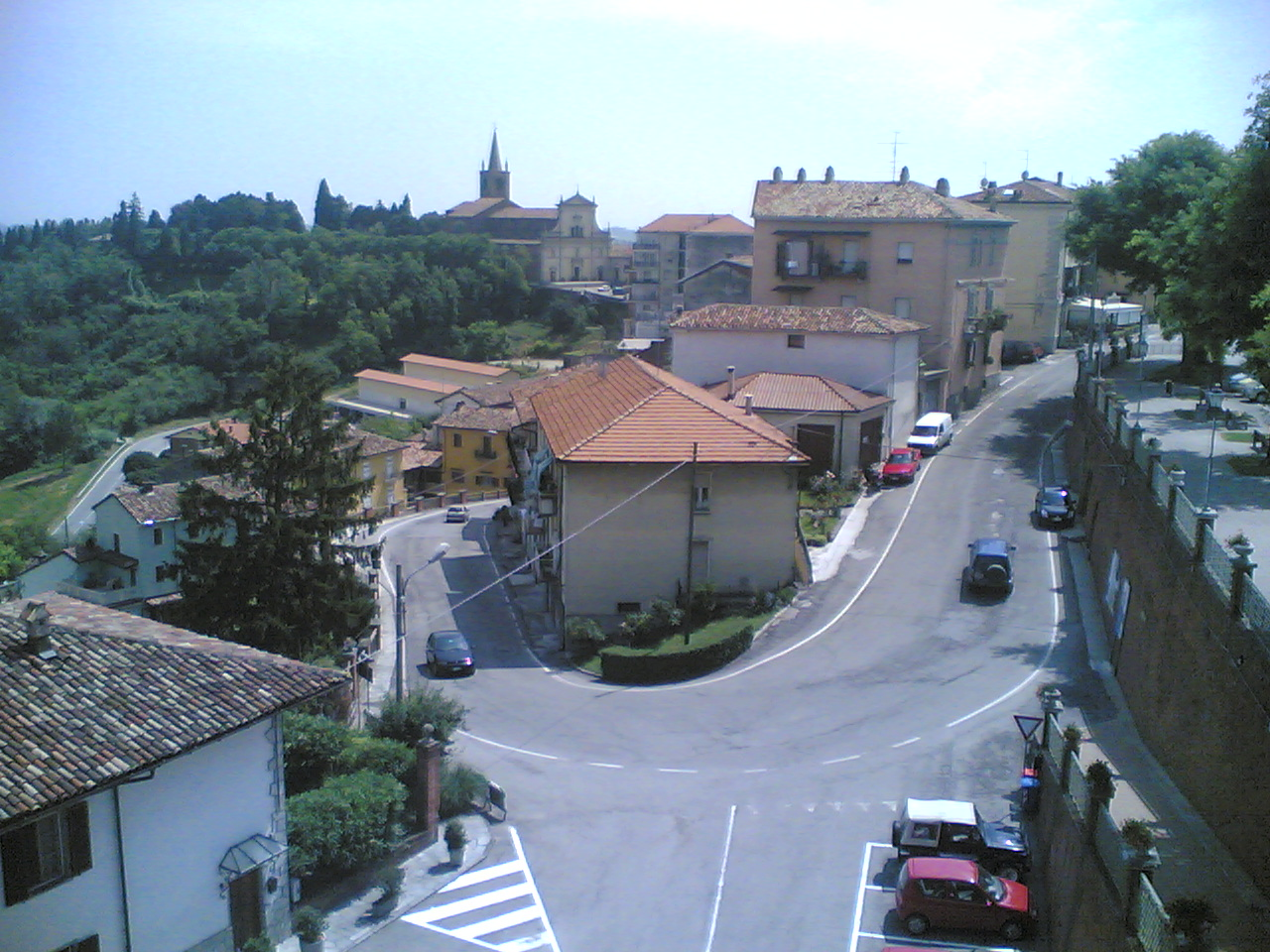
Вид на Монкальво

Монкальво розташоване на відстані близько 490 км на північний захід від Рима, 45 км на схід від Турина, 18 км на північ від Асті.
Населення — 3091 особа (2014).
Щорічний фестиваль відбувається 13 червня. Покровитель — Sant'Antonio di Padova.

## Демографія
Населення за роками:

Станом на 1 січня 2023 року в муніципалітеті офіційно проживало 287 іноземців з 31 країни, серед них 123 громадяни країн Євросоюзу та 3 громадяни України.

## Сусідні муніципалітети
- Альфьяно-Натта
- Кастеллетто-Мерлі
- Черезето
- Грана
- Граццано-Бадольйо
- Оттільйо
- Пенанго
- Понцано-Монферрато